# 2110
Cette page concerne l'année 2110  du calendrier grégorien.
L'année 2110 est une année commune qui commence un mercredi.

## Autres calendriers
L’année 2110 du calendrier grégorien correspond aux dates suivantes :
- Calendrier hébraïque : 5870 / 5871[1]
- Calendrier indien : 2031 / 2032[1]
- Calendrier musulman : 1534 / 1535[1]
- Calendrier persan : 1488 / 1489[1]
  - Jours juliens : 2 491 721,5[2],[1]